# 八戸市立是川小学校
八戸市立是川小学校（はちのへしりつ これかわしょうがっこう）は、青森県八戸市是川4丁目にある公立小学校。

## 沿革
- 1876年（明治9年）12月27日 - 福善寺を仮校舎として是川小学校開校。
- 1877年（明治10年）1月20日 - 開校式挙行[1]。
- 1878年（明治11年）1月16日 - 是川字東前田に2階建校舎を新築し、移転する。
- 1879年（明治12年）3月1日 - 是川尋常小学校と改称。
- 1895年（明治28年）2月28日 - 水野分校設置[1]。
- 1900年（明治33年）7月23日 - 是川字北城下3番地に校舎を新築し、移転する。
- 1909年（明治42年）4月10日 - 番屋分教場設置[1]。
- 1920年（大正9年）4月13日 - 高等科を併置し、是川尋常高等小学校と改称。
- 1936年（昭和11年）12月26日 - 是川字細越河原2番地に2階建校舎を新築し、移転する。
- 1941年（昭和16年）4月1日 - 国民学校令により、是川国民学校と改称。
- 1947年（昭和22年）4月1日 - 学制改革により、是川村立是川小学校と改称し、是川中学校を併置し、高等科生を中学校に移籍[1]。
- 1951年（昭和26年）4月24日 - 是川中学校校舎新築移転[1]。
- 1952年（昭和27年）4月1日 - 水野・番屋の両分校が、それぞれ独立校となる[1]。
- 1954年（昭和29年）12月1日 - 是川村が八戸市に合併された為、八戸市立是川小学校と改称し、校歌を制定する。
- 1964年（昭和39年） - 校地地番が、是川字細越河原3番4号となる[1]。
- 1974年（昭和49年）11月16日 - 火災により校舎全焼。以後7か所での分散授業を実施。
- 1975年（昭和50年）
  - 1月22日 - 団地内にプレハブ校舎完成。
  - 8月1日 - 学校プール完成。
  - 10月7日 - 本校舎完成。
- 1976年（昭和51年）11月7日 - 創立百周年記念と校舎新築落成記念の両式典を挙行する。
- 1978年（昭和53年）7月1日 - 東校舎増築落成式挙行。
- 1981年（昭和56年）
  - 3月31日 - 本校舎増築完了。
  - 12月15日 - 体育館増改築完成。
- 2015年（平成27年）4月1日 - 是川東小学校を統合。
- 2016年（平成28年）12月27日 - 創立百四十周年を迎える。

## 学区
- 旧是川の集落（8町内）と風張台地に造成された是川団地（11町内）。
  - 中居・田中・差波・館前・西山・水野・母袋子・岩沢・妻ノ神・志民・風張・是川1丁目・是川1丁目東・是川1丁目西・是川1丁目南・是川2丁目・是川3丁目・是川3丁目南・是川4丁目・是川4丁目東・是川4丁目中・是川5丁目[2]

## アクセス
- 八戸市営バス「J40」系統または南部バス「J42」系統・「J43」系統で、「是川団地一丁目」バス停か、南部バス「C5」・「P8」・「S37」の各系統で、「是川団地二丁目」バス停から、徒歩。

## 周辺
- 是川東公園
- 是川中央公園
- 居宅介護支援事業所ほおずき 老人ホームほおずき
- 県営是川団地
- 是川郵便局
- 認定こども園マリアンハウス幼稚園 - 進級前幼稚園のひとつ